# Richardsoniscus portoricensis
Richardsoniscus portoricensis är en kräftdjursart som först beskrevs av Richardson 1901.  Richardsoniscus portoricensis ingår i släktet Richardsoniscus och familjen Scleropactidae. Inga underarter finns listade i Catalogue of Life.